# Port lotniczy Río Gallegos
Port lotniczy Río Gallegos (hiszp: Aeropuerto de Rio Gallegos "Piloto Civil Norberto Fernández", IATA: RGL, ICAO: SAWG) – port lotniczy położony 4,5 km na południowy zachód od Río Gallegos, w prowincji Santa Cruz, w Argentynie. Lotnisko zajmuje powierzchnię 1150 hektarów (2841 akrów) i jest zarządzany przez Aeropuertos Argentina 2000 SA.
Został zbudowany w 1964 r. Jest obsługiwany przez Aerolíneas Argentinas, LAN Argentina i LADE. Posiada 149 750 m² pasów startowych, 74 690 m² dróg kołowania, 2285 m² terminalu i 2187 m² hangarów.

## Linie lotnicze i połączenia
- Aerolíneas Argentinas (Buenos Aires-Jorge Newbery)
- LATAM Chile (Buenos Aires-Jorge Newbery)